# Winchester (Oklahoma)
Winchester é uma cidade  localizada no estado norte-americano de Oklahoma, no Condado de Okmulgee.

## Demografia
Segundo o censo norte-americano de 2000, a sua população era de 424 habitantes.
Em 2006, foi estimada uma população de 433, um aumento de 9 (2.1%).

## Geografia
De acordo com o United States Census Bureau tem uma área de
11,7 km², dos quais 11,7 km² cobertos por terra e 0,0 km² cobertos por água.

## Localidades na vizinhança
O diagrama seguinte representa as localidades num raio de 20 km ao redor de Winchester.